# 群馬県道367号海老瀬飯野線
群馬県道367号海老瀬飯野線（ぐんまけんどう367ごう えびせいいのせん）は、群馬県邑楽郡板倉町内を通過する一般県道である。

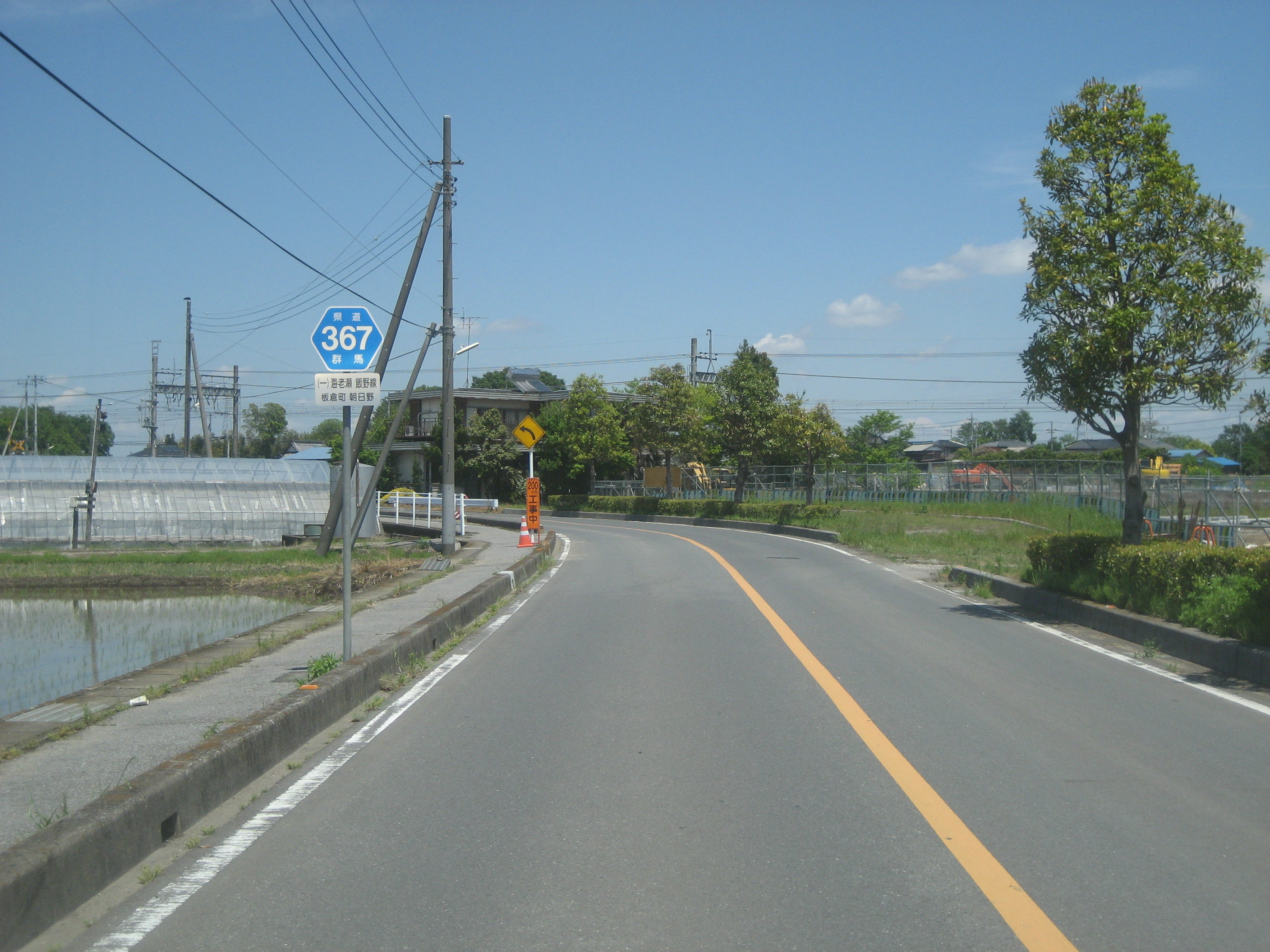
板倉町朝日野付近

## 概要
群馬県板倉町東部・海老瀬の栃木県境付近交差点から南下し、板倉東洋大前駅・板倉ニュータウン付近および板倉町市街地を経て同町南部の飯野交差点へ至る路線。途中小保呂交差点から板倉ゴルフ場入口交差点までは国道354号と、同交差点から板倉東交差点までは群馬県道364号除川板倉線と重複している。
また、板倉北川辺バイパスとの分岐となる交差点から南へ500メートル程新設された区間があり、こちらも当県道に指定されている。

### 路線データ
- 起点：群馬県邑楽郡板倉町大字海老瀬（群馬県道9号佐野古河線交点）[注釈 1]
- 終点：群馬県邑楽郡板倉町大字飯野1877番[1]（群馬県道369号麦倉川俣停車場線交点〈飯野交差点〉）
- 総延長：6.5 km[2]
- 実延長：5.0 km[2]

## 歴史
- 1959年（昭和34年）9月18日：群馬県より現・道路法に基づき、県道海老瀬飯野線（邑楽郡板倉町大字海老瀬 - 同郡同町大字飯野、整理番号227）が路線認定される[3]。

## 路線状況

### 重複区間
- 国道354号（板倉町小保呂交差点-板倉東交差点までの区間）

### 交通量
24時間自動車類交通量（台/日）
- 板倉町朝日野1丁目1番地先：2,519
- 板倉町大字飯野1403番2地先：2,552

## 地理

### 通過する自治体
- 群馬県
  - 邑楽郡板倉町

### 交差する道路
交差する道路の特記がないものは町道。
| 交差する道路              | 交差する道路              | 交差点名 | 交差点名           |
| ------------------------- | ------------------------- | -------- | ------------------ |
| 県道9号佐野古河線         | 県道9号佐野古河線         | 板倉町   | （大字海老瀬地内） |
|                           | 県道373号海老瀬館林線     | 板倉町   | （大字海老瀬地内） |
|                           |                           | 板倉町   | 海老瀬             |
|                           | 県道365号板倉籾谷館林線   | 板倉町   | （大字海老瀬地内） |
| 国道354号                 | -（屈折）                 | 板倉町   | 小保呂             |
| 国道354号（板倉バイパス） | -（屈折）                 | 板倉町   | 板倉ゴルフ場入口   |
| -（屈折）                 | 国道354号                 | 板倉町   | 板倉東             |
| 国道354号（板倉バイパス） | 国道354号（板倉バイパス） | 板倉町   | 稲荷木             |
| 県道369号麦倉川俣停車場線 | 県道369号麦倉川俣停車場線 | 板倉町   | 飯野               |